# Lawrence Wetherby
Lawrence Winchester Wetherby (* 2. Januar 1908 in Middletown, Jefferson County, Kentucky; † 27. März 1994 in Frankfort, Kentucky) war ein US-amerikanischer Politiker und Gouverneur des Bundesstaates Kentucky.

## Frühe Jahre und Aufstieg
Lawrence Wetherby absolvierte die University of Kentucky und begann anschließend eine erfolgreiche juristische Laufbahn. Zwischen 1933 und 1937 und nochmals von 1942 bis 1943 war er Richter im Jefferson County. Seit 1943 war er politisch aktiv. In diesem Jahr wurde er Vorsitzender der Ortsgruppe der Demokratischen Partei im 34. Verwaltungsbezirk, eine Position, die er bis 1956 behielt. Im Jahr 1947 wurde er zum Vizegouverneur von Kentucky gewählt. Drei Jahre später entschied sich der amtierende Gouverneur Earle Clements für einen Sitz im US-Senat und trat zurück. Damit fiel Wetherby, entsprechend der Verfassung, das Amt des Gouverneurs von Kentucky zu.

## Gouverneur von Kentucky
Wetherby beendete die Legislaturperiode seines Vorgängers und stellte sich dann selbst zur Wahl. Im Jahr 1951 wurde er mit 54,6 % der Wählerstimmen gegen Eugene Siler (45,4 %) in seinem Amt bestätigt. Während seiner Amtszeit wurde ein eigenes Ressort für psychisch Kranke gegründet (Department of Mental Health). Neue gebührenpflichtige Straßen wurden gebaut und neue Jugendschutzgesetze erlassen. Bemerkenswert ist auch die Durchsetzung der Desegregation an den staatlichen Schulen. Gleichzeitig wurden die Einkommen der Lehrer erhöht.
Nach Ablauf seiner Amtszeit am 13. Dezember 1955 blieb er zunächst weiterhin der Politik verbunden. Im Jahr 1956 unternahm er einen vergeblichen Versuch, als Nachfolger von Alben W. Barkley in den US-Senat gewählt zu werden; er unterlag John Sherman Cooper. Zwischen 1964 und 1966 war er Delegierter auf einer Konferenz zur Überarbeitung der Verfassung von Kentucky. Im Jahr 1965 wurde er in den Senat von Kentucky gewählt und war von 1966 bis 1968 dessen Präsident. Lawrence Wetherby starb am 27. März 1994. Er war mit Helen Dwyer verheiratet, mit der er drei Kinder hatte.